# Dietrich Tiedemann

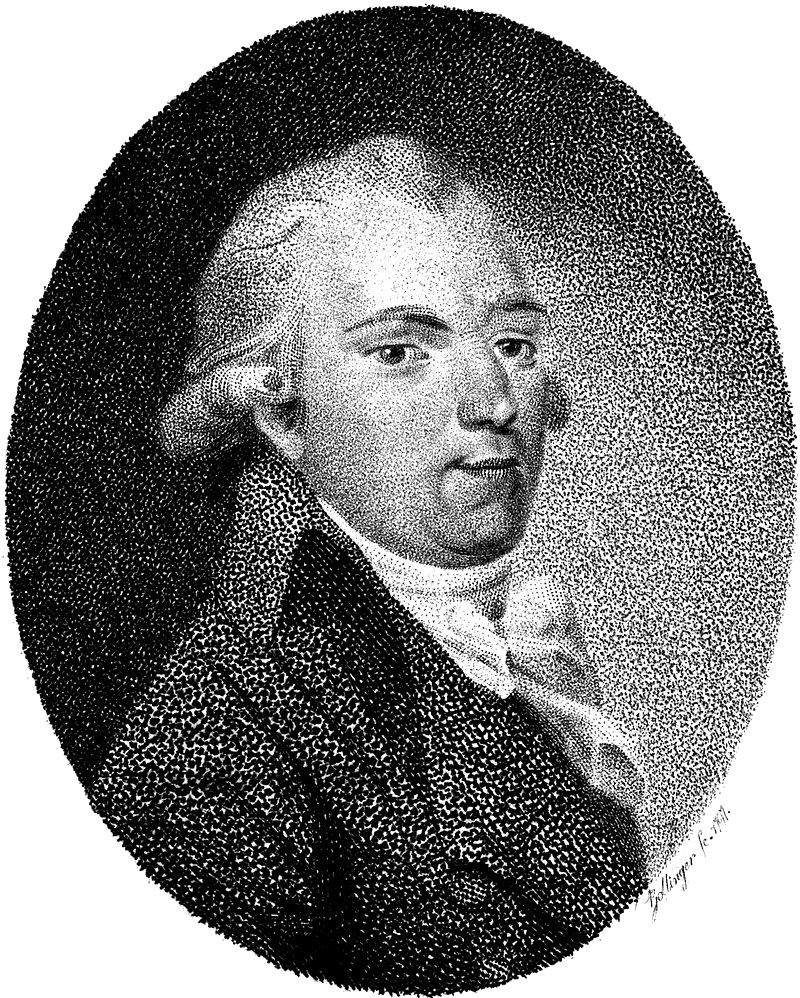
Dietrich Tiedemann

 Dietrich Tiedemann, auch Dieterich Tiedemann, (* 3. April 1748 in Bremervörde; † 24. Mai 1803 in Marburg) war ein eklektischer Philosoph und Geschichtsschreiber der Philosophie.

## Leben
Der Sohn des rechtskundigen Bürgermeisters Franz Tiedemann besuchte die Schulen in Bremervörde, in Verden und in Bremen das lutherische Gymnasium (Athenaeum Bremen). 1767 begann er sein Studium in Göttingen, hörte Mathematik bei Abraham Gotthelf Kästner, Philosophie bei Andreas Weber und widmete sich sonst der Theologie. Durch seinen Jugendfreund Christoph Meiners gefördert, wandte er sich jedoch später der philosophischen Literatur zu. Angeregt durch Reisebeschreibungen fasste er den Plan, eine Geschichte der Menschheit zu schreiben.
1769 übernahm er eine Stelle als Hofmeister der Kinder des Baron Budberg in Livland. 1774 kehrte er nach Göttingen zurück und vervollkommnete in Christian Gottlob Heynes philologischem Seminar seine Kenntnisse der klassischen Sprachen. Auf dessen Empfehlung wurde er 1776 in Kassel zum Professor der lateinischen und griechischen Sprache am Collegium Carolinum ernannt.
Er widmete sich weiter dem Studium der Philosophie und ihrer Geschichte. Johannes Nikolaus Tetens rückte seine materialistischen Anschauungen wieder zurecht. Seine Überzeugungen beruhten auf der Metaphysik von Leibniz und der Erkenntnistheorie von Locke. Kants Kritik der reinen Vernunft interessierte ihn aufs lebhafteste, ohne ihn jedoch für sich zu gewinnen.
1778 heiratete er in Kassel Sophie Rothausen, mit der er vier Kinder hatte, darunter der älteste, Friedrich Tiedemann.
Als 1786 die Mehrzahl der Professoren des Collegium Carolinum an die Universität Marburg versetzt wurde, siedelte auch er dorthin über, erhielt in Marburg die ordentliche Professur für Philosophie und hielt Vorlesungen über Logik, Metaphysik, Naturrecht, Moral und Philosophie der Geschichte. Bald darauf wurde er zum Hofrat ernannt. Er leitete das Studium der Verhaltensentwicklung aufgrund konkreter Beobachtung ein, führte Tagebuch über Entwicklung seines Sohnes und gab 1787 Beobachtungen über die Entwickelung der Seelenfähigkeit bei Kindern heraus. 1797 stand er als Prorektor der Marburger Universität vor.

## Werke
- Versuch einer Erklärung des Ursprunges der Sprache. 1772.
- System der Stoischen Philosophie. 3 Theile. Leipzig 1776 (Digitalisat).
- Untersuchungen über den Menschen. Leipzig 1777–1778 (Digitalisat, Bd. 3).
- Griechenlands erste Philosophen. Leipzig 1780.
- Hermes Trismegistos’s Poemander und Asklepias, oder von der göttlichen Macht und Weisheit. Berlin/Stettin 1781 (Digitalisat).
- Ueber die Natur der Metaphysik, zur Prüfung von Hrn. Professor Kants Grundsätzen. In: Hessische Beiträge zur Gelehrsamkeit und Kunst. Bd. 1, 1785, H. 1, S. 113–130, H. 2, S. 233–248, H. 3, S. 464–474.
- Theätet, oder über das menschliche Wissen, ein Beytrag zur Vernunft-Kritik. Frankfurt am Main 1794 (Digitalisat).
- Über die beträchtlichen Vortheile, welche alle Nazionen des jetzigen Zeitalters aus der Kenntniß und historischen Untersuchung des Zustandes der Wissenschaften bei den Alten ziehen können. Berlin 1798 (Digitalisat)
- Geist der speculativen Philosophie. 6 Bände. Marburg 1791–1797.
  - Band 1: von Thales bis Sokrates (1791)
  - Band 2: von Sokrates bis Carneades (1791)
  - Band 3: von der neuern Akademie bis auf die Araber (1793)
  - Band 4: von den Arabern bis auf Raymund Lullius (1795)
  - Band 5: von Raymundus Lullius bis auf Thom. Hobbes (1796)
  - Band 6: von Thomas Hobbes bis auf Georg Berkeley (1797)
- Handbuch der Psychologie. Hrsg. mit einer Biographie des Verfassers von Ludwig Wachler. Leipzig 1804.